# ハインリヒ・コルネリウス・アグリッパ
ハインリヒ・コルネリウス・アグリッパ (Heinrich Cornelius Agrippa von Nettesheim, 1486年9月14日 - 1535年2月18日) は、16世紀ルネサンス期ドイツの魔術師、人文主義者、神学者、法律家、軍人、医師。
通常アグリッパと略される。フルネームはネテスハイムのハインリヒ・コルネリウス・アグリッパ。ラテン語風にヘンリクス・コルネリウス・アグリッパとも。貴族の家柄を示すものとも読み取れるフォン・ネテスハイムを自称した由来は、ネテスハイム家という貴族の血筋であることを示すものという説と、ケルンの創設者の名またはその近くのネテスハイム村にちなむものという説とがある。

## 略歴
1486年に神聖ローマ帝国のケルン、または一説にはケルンに程近いネテスハイム村で誕生。生家は裕福で、騎士の称号をもつ家柄であったともいわれる。若くから才能を発揮し、ケルン大学では法律、医学、哲学、各種の外国語を学んだ。この時期にイタリアのジョヴァンニ・ピーコ・デッラ・ミランドラの影響を受けてカバラの研究を始めた。
卒業後の1501年からは当時の神聖ローマ皇帝マクシミリアン1世に軍人として仕え、1507年からはフランス・ドール大学で聖書学を講義した。
しかしヨーハン・ロイヒリンの説を支持したことから追放され、ロンドンに逃れる。その後1518年にイタリアのパヴィアで神学を講じた後、フランスのメスにて市庁の法律顧問の職を得た。
ここでは魔女として告発された農家の主婦を熱弁を振るって救ったが、これが元でドミニコ会に攻撃され、1520年にケルンへ戻る。以降は各地を放浪し、1535年にグルノーブルで死去した。
思想的な面においては、当時隆盛したルネサンス・ネオプラトニズムの影響を受けたほか、一時期ヨハンネス・トリテミウスとともに学び、その教唆を受けた。また、デジデリウス・エラスムスやフィリップ・メランヒトンとも親交があった。

## 著作
- 『隠秘哲学について』三部作 (De occulta philosophia libri tres)
- 『女性の高貴さと卓越性について』 (Declamatio de nobilitate et praecellentia foeminei sexus)
- 『学問の不確実さと空しさについて』 (De incertitudine et vanitate scientiarum et artium)
- 『アグリッパ　儀礼魔術 原典訳『オカルト哲学第四書』』（八坂書房、2025年）

第II部解説：アルトゥーロ・レギーニ、大橋喜之訳